# Placa Goethe da Cidade de Frankfurt am Main
A Placa Goethe da Cidade de Frankfurt am Main (em alemão:  Goetheplakette der Stadt Frankfurt am Main) é um prêmio de cultura alemão.

## História
A Placa Goethe da Cidade de Frankfurt am Main foi instituída em 1932 e originalmente concebida como uma lembrança para personalidades que contribuíram para a organização e implementação das conferências e eventos do 100.º aniversário da morte de Johann Wolfgang von Goethe em 1932. A placa foi originalmente projetada pelo escultor Harold Winter. Um dos primeiros a recebê-la foi Albert Schweitzer. Nos anos seguintes a placa foi concedida "[...] por méritos no campo cultural, especialmente nas Städtische Bühnen Frankfurt e no Römerberg-Festspiele e participação ativa por ocasião dos eventos de Goethe".
Em 1947, após o fim da Segunda Guerra Mundial, a premiação foi reintroduzida. A placa de obra do medalhista Georg Krämer é concedida a "poetas, escritores, artistas e cientistas e outras personalidades da vida cultural [...] que, através de seu trabalho criativo, merecem uma honra dedicada à memória de Goethe ". Como regra, é concedida no Salão Imperial do Römer.

## Recipientes

### Antes de 1945(seleção)
- 1932: Thomas Mann,  Albert Schweitzer,  Julius Petersen
- 1934: William Butler Yeats[3]
- 1937: Georg Kolbe[4]
- 1938: Leo Frobenius
- 1939: Anton Kippenberg[5]
- 1940: Hans Pfitzner
- 1941: Friedrich Bethge
- 1943: Wilhelm Schäfer[6]
- 1944: Otto Hahn

### Desde 1947
- 1947: Franz Volhard, Gustav Mori, Franz Schultz
- 1948: Georg Hartmann
- 1949: André Gide, Adolf Grimme, José Ortega y Gasset, Gerhard Marcks, Friedrich Meinecke, Robert Maynard Hutchins, Victor Gollancz, Carl Jacob Burckhardt
- 1951: Friedrich Dessauer, Friedrich Witz, Richard Merton, Alexander Rudolf Hohlfeld, Boris Rajewsky, Ernst Robert Curtius, Jean Angelloz, Leonard Ashley Willoughby
- 1952: Bernhard Guttmann, Ludwig Seitz, John J. McCloy
- 1953: Max Horkheimer, Fritz Strich
- 1954: August de Bary, Karl Kleist, Richard Scheibe, Rudolf Alexander Schröder
- 1955: Andreas Bruno Wachsmuth, Fritz von Unruh, Ferdinand Blum, Paul Hindemith, Hanns Wilhelm Eppelsheimer
- 1956: Peter Suhrkamp, Carl Mennicke, Josef Hellauer, Paul Tillich
- 1957: Helmut Walcha, Kasimir Edschmid, Benno Reifenberg, Gottfried Bermann Fischer, Rudolf Pechel
- 1958: Otto Bartning, Friedrich Lehmann, Werner Bock, Martin Buber, Helmut Coing
- 1959: Cicely Veronica Wedgwood, Thornton Wilder, Herman Nohl, Jean Schlumberger, Sarvepalli Radhakrishnan, Yasunari Kawabata
- 1960: Alfred Petersen, Arthur Hübscher, Franz Böhm
- 1961: Vittorio Klostermann
- 1962: Edgar Salin
- 1963: Theodor W. Adorno, Fried Lübbecke, Karl Winnacker
- 1964: Harry Buckwitz
- 1965: Carl Orff
- 1966: Marie Luise Kaschnitz, Heinrich Troeger, Ferdinand Hoff
- 1967: Carl Tesch, Werner Bockelmann, Wilhelm Schöndube, Wilhelm Schäfer
- 1973: Kurt Hessenberg
- 1974: Ljubomir Romansky, Waldemar Kramer
- 1976: Albert Richard Mohr
- 1977: Siegfried Unseld, Oswald von Nell-Breuning
- 1978: Paul Arnsberg
- 1979: Wulf Emmo Ankel, Christoph von Dohnányi, Erich Fromm (concedida postumamente em 1981)
- 1980: Horst Krüger, Walter Hesselbach, Rudolf Hirsch, Fuat Sezgin
- 1981: Wilhelm Kempf, Georg Solti
- 1982: Leo Löwenthal, Bruno Vondenhoff
- 1983: Harald Keller
- 1984: Marcel Reich-Ranicki
- 1986: Alfred Grosser
- 1987: Joachim Fest
- 1988: Jörgen Schmidt-Voigt
- 1989: Dorothea Loehr, Alfred Schmidt, Dolf Sternberger
- 1990: Eva Demski, Hilmar Hoffmann
- 1991: Albert Mangelsdorff
- 1992: Iring Fetscher, Willi Ziegler
- 1994: Liesel Christ, Walter Weisbecker, Ludwig-Ferdinand von Friedeburg
- 1995: Heinrich Schirmbeck, Emil Mangelsdorff, Wolfram Schütte
- 1996: Christiane Nüsslein-Volhard, Walter Boehlich
- 1997: Walter H. Pehle, Hans-Dieter Resch
- 1998: Anja Lundholm, Christoph Vitali,  Peter Weiermair
- 1999: Arno Lustiger, Johann Philipp von Bethmann
- 2000: Karl Dedecius, Michael Gotthelf
- 2001: Ernst Klee, Hans-Wolfgang Pfeifer
- 2002: Horst-Eberhard Richter, Peter Eschberg, Heiner Goebbels, Oswald Mathias Ungers
- 2003: Christa von Schnitzler, Albert Speer (filho), Chlodwig Poth, Jean-Christophe Ammann, Franz Mon
- 2004: Ferry Ahrlé, Monika Schoeller
- 2005: Henriette Kramer, Gerhard R. Koch
- 2006: Eliahu Inbal, Peter Iden
- 2007: Thomas Bayrle, Carmen-Renate Köper
- 2008: Frank Wolff, E. R. Nele
- 2009: Peter Kurzeck, Rosemarie Fendel
- 2010: Klaus Reichert
- 2011: Hans-Klaus Jungheinrich, Dieter Buroch
- 2012: Felix Mussil, Mischka Popp, Thomas Bergmann
- 2013: Paulus Böhmer, Peter Cahn
- 2014: Hans Traxler, Thomas Gebauer, Wilhelm Genazino
- 2015: Martin Mosebach, Sven Väth
- 2016: Tobias Rehberger, Bettina von Bethmann
- 2017: Claus Helmer, Moses Pelham
- 2018: Max Weinberg (póstumo)
- 2019: Bodo Kirchhoff, Effi B. Rolfs, Max Hollein, Silke Scheuermann, Burkard Schliessmann